# Marple Township
Marple Township ist eine Gemeinde (Township) im Delaware County im US-Bundesstaat Pennsylvania und gehört zur Metropolregion Delaware Valley. Das U.S. Census Bureau hat bei der Volkszählung 2020 eine Einwohnerzahl von 24.214 ermittelt.

## Geographie
Nach Angaben der United States Census Bureau hat die Gemeinde eine Gesamtfläche von 27,2 km², von denen 26,4 km² Land und 0,8 km² (2,95 %) Wasser ist.
Die Gemeinde Broomall befindet sich in Marple Township, ist aber nicht Bestandteil ebendieses. Partiell gehören auch die Postleitzahlen von Springfield und Media zur Gemeinde.

### Nachbargemeinden
Im Norden der Township befindet sich Radnor. Östlich liegt Haverford sowie Springfield im Südosten. Im Südwesten grenzt Marple an Upper Providence Township und im Nordosten an Newtown.

### Klima
Marple Township im Staat Pennsylvania liegt in der gemäßigten Klimazone. Die durchschnittliche Jahreshöchsttemperatur beträgt 28,2 Grad Celsius im Juli und die durchschnittliche Jahrestiefsttemperatur im Januar und Februar −6 Grad Celsius.

## Geschichte
Das Gebiet von Delaware County wurde zuerst von Quäkern besiedelt, die am 29. September 1683 über den Delaware River nach Pennsylvania kamen. Ihr Schiff, eine sogenannte Ketch, hieß Endeavour, allerdings nicht zu verwechseln mit dem jüngeren und berühmteren gleichnamigen Schiff. Marple Township wurde ursprünglich im Jahre 1684 besiedelt und im selben Jahr eine Gemeinde., die damals erstmals durch das Chester County Gericht urkundlich erwähnt wurde. Die ursprüngliche Schreibweise des Gemeindenamens war „Marpool“. Dieser wird einem Francis Stanfield zugeschrieben, der dort 1683 600 Acre Land erwarb und neben Jonathon Hayes und John Howell zu den drei größten Landbesitzern der Region gehörte. Die Namensgebung erfolgte, weil seine jüngste Tochter in Marpool, einem Dorf in Cheshire England, geboren wurde. Der Name bedeutet in seiner ursprünglichen Form Der Hügel an der Grenze. 300 Acre seines Landes verkaufte Stanfields Sohn 1696 an Thomas Massey und jeweils 50 Acre an die Brüder Robert und Thomas Sidbotham, als diese 21 Jahre alt wurden, alle waren ehemalige Diener seines Vaters. Francis Stanfield starb 1699 an Gelbfieber. Sein Sohn James wurde ein reicher Kaufmann in Philadelphia. Die drei Großgrundbesitzer Stanfield, Hayes und Howell waren maßgeblich an der Entwicklung von Marple Township beteiligt. Sie halfen bei dem Eintreiben der Steuer, dem Bau der Straßen und der Vermessung des Landes.
Einer der Siedler, die auf der Endeavour angekommen waren, war Thomas Massey. Er besaß zum Zeitpunkt seines Todes (1707) eine 800 Acre große Plantage in der Gemeinde, die anfangs nur 100 Acre groß war. Davon erhielt er die Hälfte von William Penn. Das Haus, das er auf dem Land baute, besteht noch als Thomas Massey House mit einigen umliegenden Gärten. Zwei andere frühe Bewohner, die auch mit diesem Schiff anreisten, waren Sarah Pierson und John West, die später heirateten und die Eltern des berühmten amerikanischen Malers Benjamin West wurden. Jonathan Hayes, der größte Landbesitzer der Township und ein frühes Mitglied der dortigen Justiz und Verwaltung, wurde 1715 von Henry Pugh, einem Mühlenschmied und Mitglied des Lazarus-Ordens, ermordet. Dies ist der erste belegte Mord im Delaware County (damals noch Teil von Chester County). 1834 wurde die Marple Presbyterian Church, die erste und älteste erhaltene Kirche, erbaut.
Vom Amerikanischen Unabhängigkeitskrieg blieb Marple Township größtenteils unberührt, jedoch führte dieser zu einem nicht unbeachtlichen Wegzug von dort lebenden Personen. Dies war auch der wirtschaftlichen Situation geschuldet. Die meiste Arbeit gab es entlang des Delaware Rivers, wo Industrie und Fabriken beheimatet waren. Die Transportmöglichkeiten dorthin waren noch spärlich. Erst mit dem Anschluss an das Eisenbahnnetz um die Wende zum 20. Jahrhundert änderte sich dieser Zustand.
Ursprünglich war Marple Township Bestandteil von Chester County. Seit der ersten Besiedlung war die Township landwirtschaftlich geprägt und es herrschten Agrarberufe vor. Erst nach dem Sezessionskrieg begann auch in Marple Township die Industrialisierung. Anfangs wurden die Waren überwiegend über den Delaware River verschifft, seit Beginn des 20. Jahrhunderts dann auch mit der Eisenbahn in weiter westlich gelegene Gebiete transportiert. Zum Ende des Zweiten Weltkrieges wurden durch die Erweiterung öffentlicher Verkehrsmitteln, den Straßenbau und das Automobil Ressourcen leichter verfügbar und Marple Township entwickelte sich zu einer beachtlichen Vorstadtregion Philadelphias.
1948 bekam Marple Township eine Polizeiwache. Zuvor gab es lediglich einen Countysheriff. Verbrechen wurden bis dahin meist zwischen Opfer und Täter selbst geschlichtet. Im März 1949 eine Gruppe von Einwohnern, die die Notwendigkeit einer effizienten Notfallversorgung in der Gemeinde erkannten, das Marple Township Ambulance Corps,.
Für Aufsehen sorgte im Jahr 1949 in der Presse ein für das County Delaware damals noch recht seltener Mordfall. Solche Schlagzeilen gab es eher aus der nahe gelegenen Großstadt Philadelphia. Zwei Brüder hatten ihren Vater unter anderem mit einer Flinte umgebracht. Die Geschichte wurde in dem 2015 erschienenen Buch Murder in Marple: The D’Amore Family Tragedy (True Crime) von Thomas George Deitman historisch aufgearbeitet.
Vom frühen 20. Jahrhundert bis in die 1990er Jahre verzeichnete Marple County ein starkes Bevölkerungswachstum. Die ursprünglich rein landwirtschaftliche Prägung des Bezirks verschwand in der ersten Hälfte des 20. Jahrhunderts durch Pendelmöglichkeiten, allen voran die West Chester Pike, die Marple mit anderen Bezirken verband. In den 1950er Jahren hatte die Township die Wandlung vom verschlafenen Außenposten zum langläufigen Vorort Philadelphias vollzogen. Neu gebaute Siedlungen wie der Lawrence Park zogen Familien an.
Marple wurde im Jahr 1961 zu einer Township erster Klasse.

## Bevölkerungsentwicklung
Bei der Volkszählung von 2015 gab es 23.743 Menschen in Marple County. Verglichen mit den 23.428 Menschen im Jahr 2010 weist die Gemeinde somit einen leichten Bevölkerungsanstieg auf. Die Volkszählung 2000 zeigte 8.623 Haushalte und 6.415 Familien in der Gemeinde. Die Bevölkerungsdichte betrug knapp über 2.300 Personen pro Quadratkilometer. Es gab 8.797 Wohneinheiten. Laut Zählung sind 92,60 % der Einwohner Weiße, 1,10 % Afroamerikaner, 0,09 % Ureinwohner, 5,51 % Asiaten, 0,12 % anderer Abstammung und 0,59 % stammen von mindestens zwei „Rassen“ ab.
Von den 8.623 Haushalten hatten 30,0 % Kinder im Alter von bis zu 18 Jahren, 64,1 % waren verheiratete Paare, die zusammen lebten, 7,6 % hatten einen weiblichen Wohnungsinhaber ohne gegenwärtigen männlichen Partner und 25,6 % waren „Nichtfamilien“. 22,6 % aller Haushalte bestanden aus Einzelpersonen. Die durchschnittliche Haushaltsgröße betrug 2,64 Personen, die durchschnittliche Familiengröße 3,12 Personen.
21,8 % waren unter 18 Jahren, 6,3 % wiesen ein Alter von 18 bis 24 auf, 24,8 % von 25 bis 44, 25,0 % von 45 bis 64 und 22,0 %, die 65 Jahre oder älter. Das Durchschnittsalter betrug 43 Jahre. Auf 100 Frauen kamen 89,4 Männer. Auf 100 Frauen ab 18 Jahren kamen 85,1 Männer.
Das mittlere Einkommen für einen Haushalt in der Gemeinde war 59.577 US-Dollar und das mittlere Einkommen für eine Familie betrug 71.829 US-Dollar. Männer hatten ein mittleres Einkommen von 47.062 Dollar, Frauen nur von 32.304 Dollar. Das Pro-Kopf-Einkommen für die Gemeinde betrug 28.494 Dollar. Die Einkommen von 2,1 % der Familien und 4,6 % der Einwohner lagen unterhalb der Armutsgrenze, darunter fielen 3,7 % der unter 18-Jährigen und 5,0 % der über 65-Jährigen.

## Religionen
Die ersten Siedler waren Quäker. Heute beheimatet Marple Township überwiegend verschiedene christliche Strömungen. Die mitgliederstärksten Religionsgemeinschaften im Jahre 2010 war die Katholische Kirche mit 73,14 % Anteil. Andere religiöse Ausrichtungen sind mit weniger als 5 % der Gemeindemitglieder vertreten. Darunter fallen die United Methodist Church und die Evangelisch-Lutherische Kirche in Amerika.
In Marple Township stehen 32 Kirchen.

## Politik
In Marple Township ist das politische Spektrum eher konservativ ausgerichtet. Bei den Parlamentswahlen 2008 wurden für jedes Amt Republikaner gewählt, mit Ausnahme der Generalversammlung aus dem 166. Bezirk.
Zusammen mit Aston, Bethel, Chadds Ford, Concord, Edgmont, Middletown, Newtown, Springfield und Tinicum, war Marple einer der zehn Delaware County Gemeinden, die Republikaner in der Präsidentschaftswahl 2008 wählten. Das County als Ganzes wählte die Demokraten. Selbes war auch 2016 der Fall. Mit über 50 % der Stimmen wählte Marple republikanisch, das County als solches mit großer Mehrheit demokratisch.

### Verwaltung
Marple Township wird von einem Vorstand geleitet, der aus Kommissionsmitgliedern in Form von Vertretern von jedem Teil der Gemeinde besteht, der sich zu regelmäßigen Sitzungen trifft. Die aktuellen Kommissare sind Joseph Rufo (Bezirk 1), Jan Ceton (Bezirk 2), Robert Fortebouno (Bezirk 3), John Lucas (Bezirk 4), John Longacre (Bezirk 5), Michael Molinaro (Bezirk 6) und Daniel Leefson (Bezirk 7). Michael Molinaro ist derzeit Vorstandsvorsitzender.

### Wappen
Das Wappen des Township ist kreisförmig und überwiegend in den Farben gelb und blau gehalten. Der äußere gelbe Kreis trägt die Inschrift „Marple Township“ im oberen und „Dealware County, Penna.“ im unteren Bereich. Die Schrift ist in gebogener Form der Kreisform angepasst und in blauer Farbe und Serifenschrift dargestellt. Im mittleren blauen Kreis, der den Großteil des Wappens einnimmt, befindet sich oben in gelber linearer Schrift „Established 1684“, was das Gründungsjahr von Marple Township bezeichnet. Unten steht in nach oben gebogener, der Kreisform angepasster Serifenschrift „A township with a heritage“ (dt. „Ein Township mit einem Erbe“). Sämtliche Inschriften sind in Versalien dargestellt. In der Mitte befindet sich ein Schild mit weißem Grund und gelben Rahmen, getrennt durch einen kleineren blauen Rahmen. Auf der Grundfläche des Schildes befindet sich in blau eine Art Astrolabium.

## Kultur und Sehenswürdigkeiten

### Museen
Das bekannteste Museum des Bezirks ist das Thomas Massey House, welches dort 1696 von Thomas Massey, einem der ersten Siedler, errichtet wurde und somit zu den ältesten Gebäuden des Staates Pennsylvania gehört. Es ist nach einer Renovierung in den 1960ern und 1970ern in nahezu originalem Zustand erhalten und dient zur Besichtigung und dem Abhalten diverser, vor allem historisch geprägter Veranstaltungen. Weiterhin gibt es die Colonial Pennsylvania Plantation, die auch mit dem Massey House zusammenarbeitet und an verschiedenen Orten in Marple, ebendies auch am Massey House, Gärten nach dem Vorbild der Kolonialzeit anlegt. Die 1974 gegründete Gesellschaft bietet Interessierten an, das Farmleben der frühen Siedler im 18. Jahrhundert nachzuleben.

### Friedhöfe
In Marple Township gibt es den „Marple Presbyterian Church Cemetery“ sowie den „SS. Peter and Paul Cemetery“. Weiterhin existiert der „United African Methodist Church Cemetery“ (auch „Hayti Cemetery“). Auf diesem befinden sich auch viele Gräber aus der Zeit des Sezessionskrieges.

## Tourismus, Freizeit und Erholung

### Freizeit und Erholung im Gebiet des Townships
Marple Township hat elf Parks. Sie werden von der Verwaltung des Township unterhalten.
- Broomall Fields – mit Little League Baseball-Feldern für die Marple Little League
- Green Bank Farm – großes Feld mit einem Spazier- und Wanderweg
- Highland Avenue Park – kleiner Park mit einer Rollschuhbahn, Basketballplatz und Tennisplatz
- Kent Park – mit Spielplatz, Picknickbereich mit Grillplätzen, Pavillon mit Picknickbänken, Bach, gepflastertem Wanderweg und Tennisplätze
- Malin Road Tot Lot – ähnlich wie Kent Park
- Marple Gardens – verfügt über einen Spielplatz, Picknickbereich mit Grillplätzen, Basketballplatz und ein Kinder-Baseball/Softball-Feld, das für Marple Tee-Ball verwendet wird
- New Ardmore Avenue Park – Spielplatz, Picknickbereich mit Grillplätzen, Basketballplatz, große Felder und einem Bach
- Old Marple School Park – Spielplatz, Picknickbereich, Wanderweg und Rodelbahn
- South Marple Little League – Tennisplätze, Hindernisbahn und Snack-Bar
- Thomas Fields – zwei Little League Baseballfelder, ein Babe Ruth Baseballfeld, zwei Snack Bars, ein kleiner Spielplatz und ein Wanderweg zum Kent Park
- Veteran’s Memorial Park – großer Spielplatz, Wanderweg, großes Feld, Unterhaltungspavillon, Toiletten und Trinkwasserspender[23]

### Regelmäßige Veranstaltungen
Regelmäßige Veranstaltungen sind der Community Pride Day, im Mai, die Parade des 4. Juli, am 4. Juli, dem amerikanischen Nationalfeiertag, die Halloween Parade, am 31. Oktober, sowie die Veranstaltung Honor our Veterans, im November. Im Dezember gibt es jährlich das Holiday Tree Lightning.

### Bräuche
Das Thomas Massey House führt das ganze Jahr über verschiedene Veranstaltungen durch, die in unterschiedlicher Form das Leben der ersten Siedler in der Kolonialzeit rekonstruieren.

## Wirtschaft und Verkehr

### Verkehr

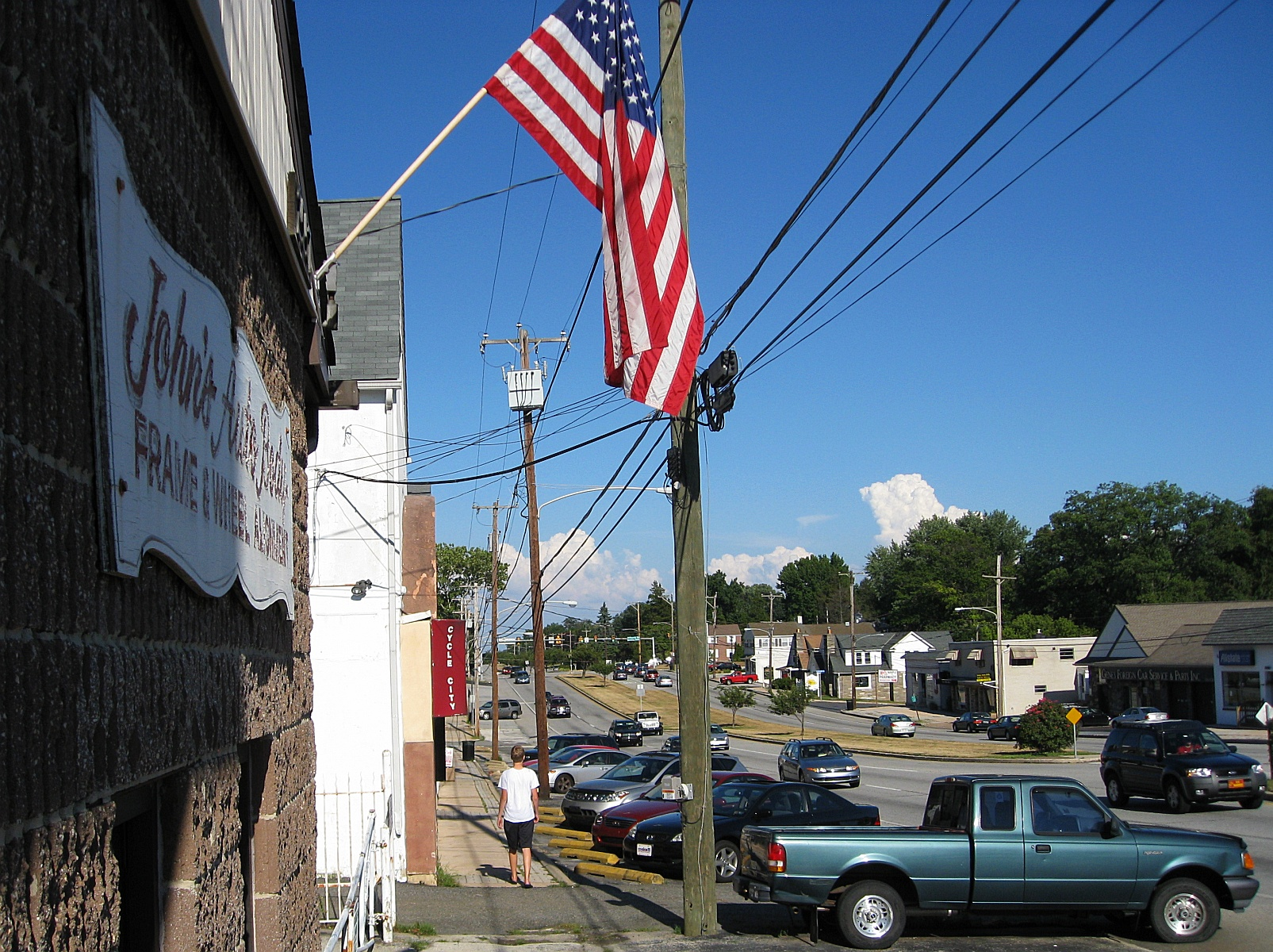
Die West Chester Pike

In Broomall existiert die Bus- und Bahnstation „West Chester Pike & New Ardmore Avenue“, durch welche Marple Township an den Öffentlichen Personennahverkehr angebunden ist. Der nächste See- und Flughafen befindet sich in der ca. 16 km entfernten Stadt Philadelphia. Die „West Chester Pike“ die Hauptverkehrsstraße des Townships und eine der wichtigsten Verkehrsadern des Countys Delaware. Erste Erwähnungen fand diese Straße bereits im frühen 19. Jahrhundert. Ebenfalls führt die „Interstate 476“ durch die Township.

### Unternehmen und Einzelhandel
Die Wirtschaft von Marple Township besteht überwiegend aus Einzelhandel und ortsansässigen Unternehmen des Mittelstandes sowie Kleinunternehmen.

### Medien
Die lokale Tageszeitung ist die „Delaware County Daily Times“, ehemals die „Chester Times“. Ein weiteres Tagesblatt ist die „News of Delaware County“. Aufgrund der Nachbarschaft zur Großstadt hat auch der „Philadelphia Inquirer“ eine wichtige Bedeutung für die Region.
Weiterhin gibt es die Radiosender WGMD auf 92.7 FM und WCNL Cool auf 101.3 FM.

## Infrastruktur

### Öffentliche Einrichtungen
Zusammen mit der im Gebiet der Township befindlichen Stadt Broomall verfügt Marple über eine Polizeiwache, einen Rettungsdienst, die Broomall Feuerwehr und eine Bibliothek. Der Sitz von Marples Verwaltung befindet sich in Broomall, ebenso das zuständige Gericht.

### Schulen
Für die Sekundärstufe gibt es den sogenannten Marple Newtown School District, dem die Township angehört. In Marple Township befindet sich auch das Delaware County Community College, eine zweijährige staatliche Volkshochschule.
Weiterhin gibt es die Marple Newtown High School, die Paxon Hollow Middle School, die Loomis Elementary School, Russell Elementary School, Worrall Elementary School und die Culbertson Elementary School.

### Vereine
Marple Township beherbergt eine Anzahl Vereine und -verbände von lokaler Bedeutung.
Im sportlichen Bereich sticht vor allem die Kinder- und Jugendarbeit hervor. So gibt es etwa die „Marple Junior Tigers“ (Football und Cheerleading), „Marple Newton Girls Lacrosse League“, die „Marple Township Little League“ (Base- und Softball), sowie die „Marple Newton Soccer Association“ (Fußball). Außerdem gibt es in der „Marple Sportsarena“ die Möglichkeiten für Rollerhockey, Fußball, Flag Football, Streethockey, Hockey und Basketball zu spielen. Zugleich ist die Arena auch Spielstätte der Rollerhockey-Mannschaft der „Marple Gladiators“.
Im kulturellen Sektor gibt es die „Marple Tree Commission“ und die „Marple Historical Society“.

## Persönlichkeiten

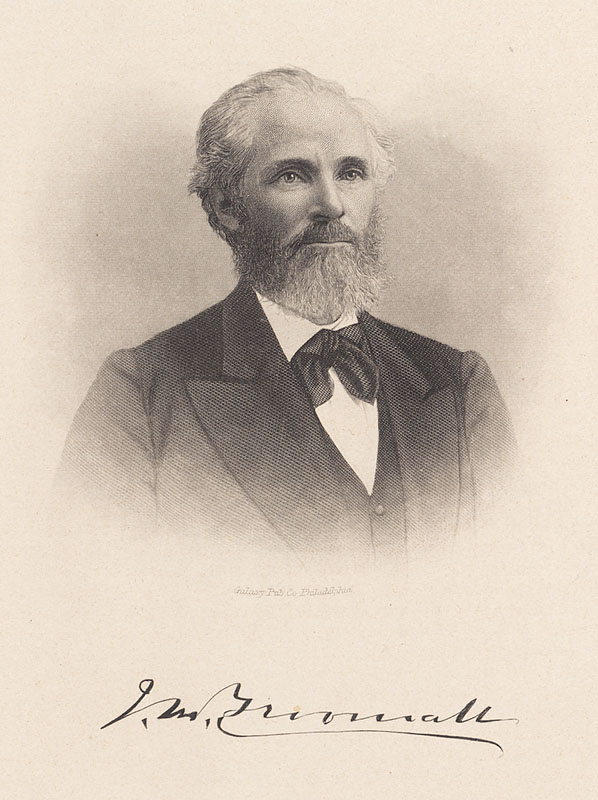
John Martin Broomall

Berühmte Persönlichkeiten sind William Penn, der Namensgeber von Pennsylvania, Thomas Massey, einer der ersten Siedler und Erbauer des gleichnamigen Hauses, Francis Stanfield, ein ehemaliger Großgrundbesitzer und dessen Sohn James Stanfield, der später ein reicher Kaufmann in Philadelphia wurde, sowie John Martin Broomall, ein ehemaliger Kongressabgeordneter und Namensgeber der Stadt Broomall. James Evans Rhoads war ein Mediziner, Pädagoge und der erste Präsident des Bryn Mawr College. Der amerikanische Politiker Andrew L. Lewis ist in Broomall geboren und hat lange Zeit in Marple Township gelebt. David Miscavige, einer der führenden Scientologen, kam dort zur Welt und hat im Marple Newton School District seinen Schulabschluss gemacht. Jeff Penalty, Ex-Sänger der Band Dead Kennedys, stammt ebenfalls aus Marple Township. Jeffrey Zaslow, ein berühmter Autor und Journalist, der für das Wall Street Journal arbeitet, ist dort geboren und auf der Marple Newton Highschool zur Schule gegangen.